# St. Kilian (Dankmarshausen)

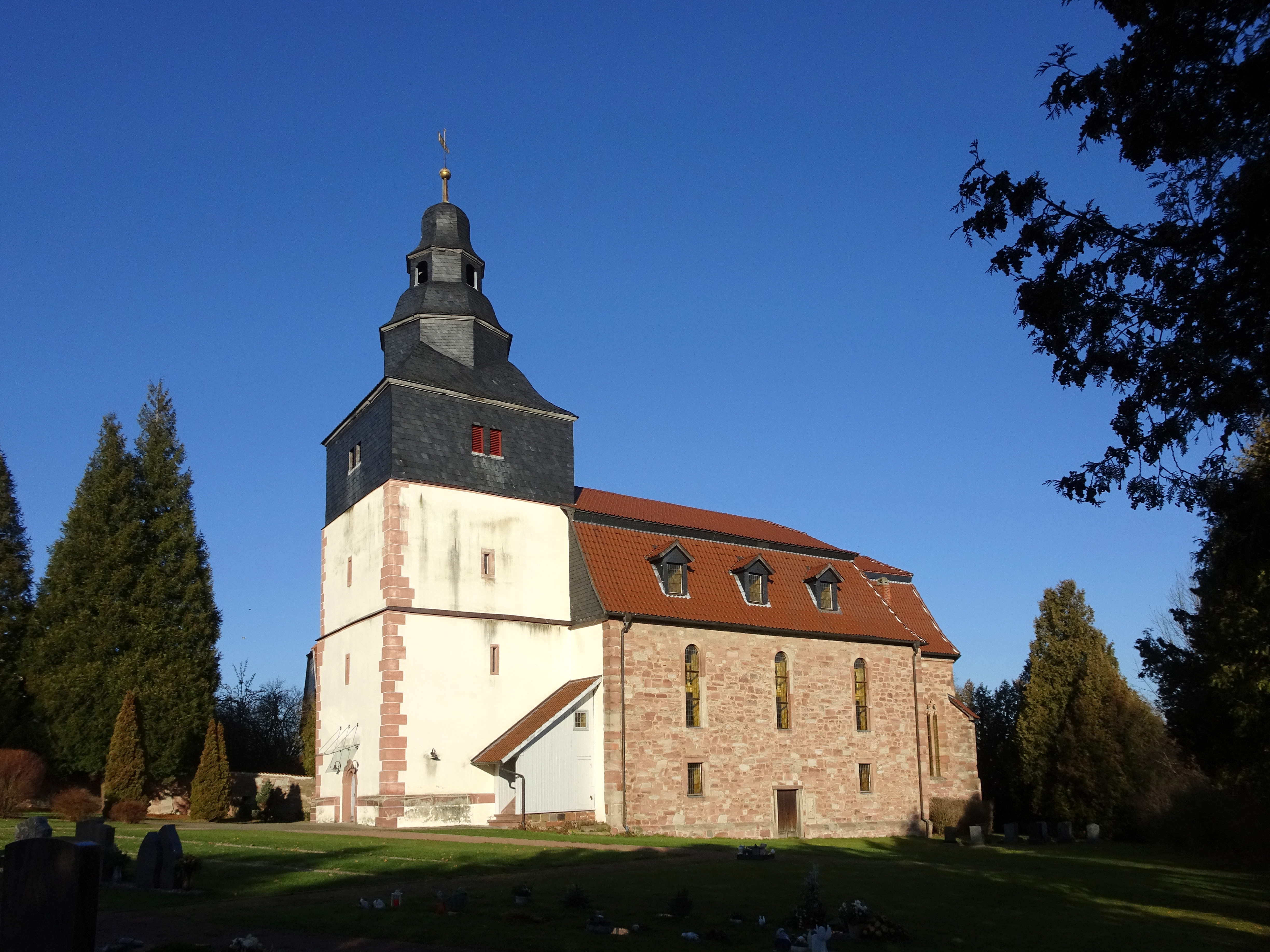
St.-Kilian-Kirche Dankmarshausen

St. Kilian ist die evangelisch-lutherische Kirche in Dankmarshausen, einer Ortschaft der Stadt Werra-Suhl-Tal im Wartburgkreis (Thüringen). Die Kirche gehört zu den ältesten im Werratal. Die Gemeinde gehört zum Kirchenkreis Eisenach-Gerstungen der Evangelischen Kirche in Mitteldeutschland.

## Geschichte und Architektur

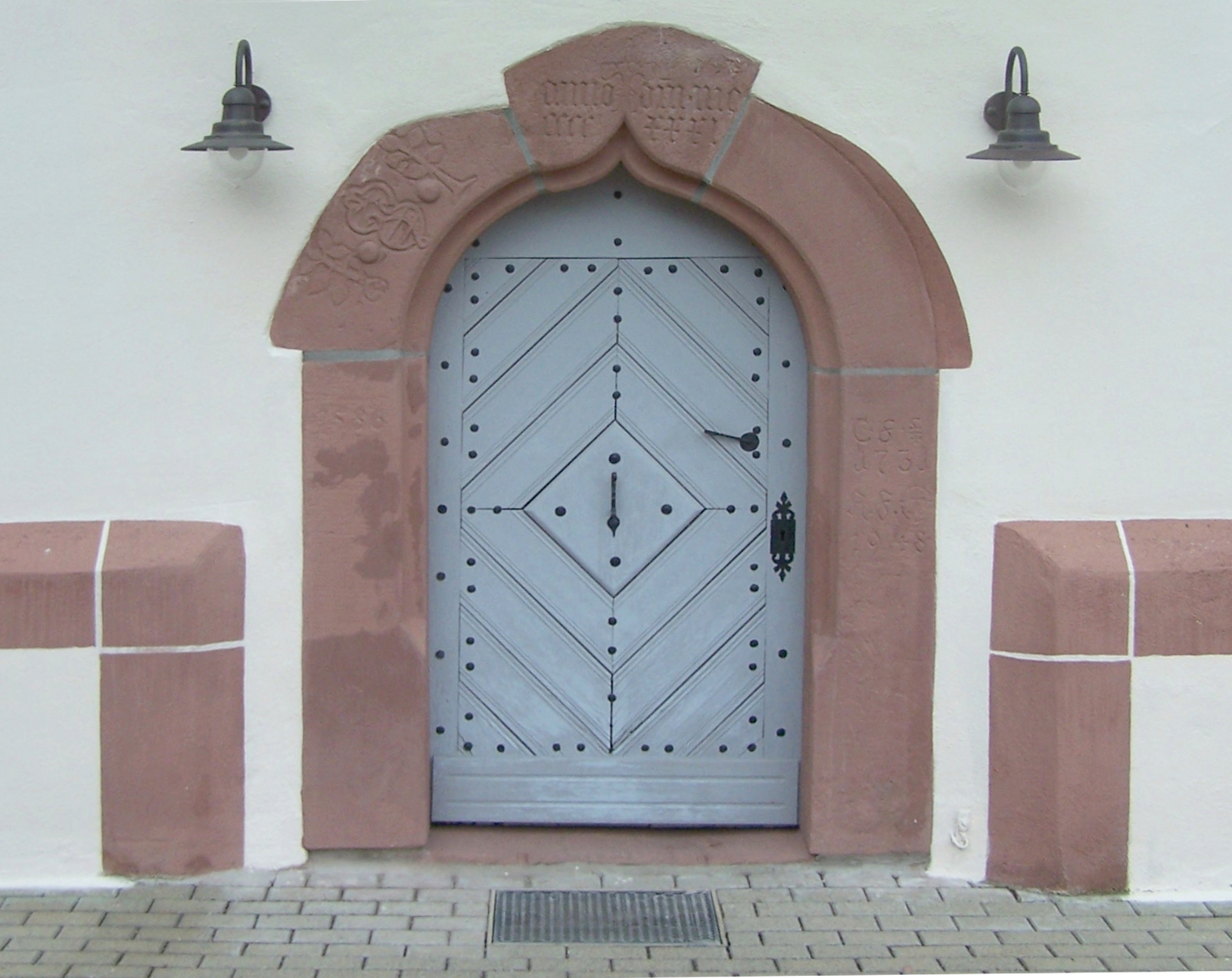
Kielbogenportal am Turm

Die Kirche steht am Ufer der Werra auf einer Anhöhe. Sie ist eine Saalkirche mit Westturm und einem Chor mit Fünfachtelschluss an der Ostseite. Der untere Teil des Turmes stammt frühestens von 1431. Der Chor wurde in der Mitte des 15. Jahrhunderts errichtet. Die Kirche steht in der Nähe eines nicht mehr vorhandenen Vorgängers auf einem mit einer Mauer umgebenen Friedhof. Sowohl die Mauer als auch der Turm haben Schießscharten, die eine Nutzung als Wehrkirche belegen. Die Kirche gewährte außerdem Verfolgten kirchliches Asyl.
Im Oktober 1727 entzündete sich der Glockenstuhl des Turmes und brannte nieder. Durch Funkenflug fingen etliche Häuser in der Nähe Feuer und wurden zerstört. Das Schiff wurde von 1731 bis 1732 erneuert, gleichzeitig erhielt der Turm einen Aufsatz aus Holz. Weitere Renovierungen erfolgten 1948 und 1975.
Am Kielbogenportal an der Westseite des Turmes sind mehrere Jahreszahlen angebracht. Der Stein im Scheitel zeigt die Zahl 1431; vielleicht ist es ein wiederverwendeter Stein. Die anderen Jahreszahlen sind 1586, 1731 und 1948. Die Vorhalle im Turm hat ein Tonnengewölbe aus Stein, das Tonnengewölbe im Kirchenschiff hingegen besteht aus Holzbrettern, der Chor hat ein Kreuzrippengewölbe. Im Saal befinden sich eine zweigeschossige Empore sowie ein Patronatsstand.
Im Jahr 2002 wurde die Kirche nach dem heiligen Kilian benannt, der als Missionsbischof in diesem Gebiet tätig gewesen sein soll.

## Ausstattung
- Der Taufstein wurde um 1600 angefertigt, er wurde möglicherweise in späterer Zeit überarbeitet.[2]
- Die spätbarocke Kanzel aus Holz wurde um 1733 eingebaut.[2] Sie wird von einem sechsseitigen Pfeiler getragen. Die Füllungen des Korbes haben keinen figürlichen Schmuck, sie sind schlicht gehalten. Der Schalldeckel hängt an zwei Eisenstangen.[5]
- Das Lesepult ist eine Arbeit des 18. Jahrhunderts.[2]
- Der Orgelprospekt im Barockstil steht auf der Empore an der Westseite, er ist mit Schnitzereien  und Engelsköpfen verziert. Das Instrument wurde 1871 und 1964 restauriert.[2] Bei der Renovierung im Jahr 1964 wurde es vollständig zerlegt und gereinigt. Die letzte Teilrenovierung erfolgte 1998.[6]